# EIKICHI YAZAWA CONCERT TOUR "Z" 2001
『EIKICHI YAZAWA CONCERT TOUR "Z" 2001』（エイキチ・ヤザワ・コンサート・ツアー "Z" 2001）は、矢沢永吉10作目のライブ・アルバム。2002年3月30日発売。

## 解説
ライブ・アルバムは『LIVE DECADE 1990〜1999』（2000年3月29日発売）以来2年ぶり。サブタイトルの通り、2001年のコンサート・ツアー音源より選曲。

## 収録曲

### DISC.1
1. INTRODUCTION　01:48
2. さまよい　04:55
3. ため息　03:56
4. Brother!　04:35
5. SORRY…　05:57
6. さめた肌　04:05
7. あの夜…　04:48
8. 風の中のおまえ　03:58
9. FADE AWAY　11:45
10. WANT YOU　03:50
11. ミッドナイトファイティングボーイ　03:22
12. ハートなんてクソくらえ　05:09

### DISC.2
1. 背中ごしの I LOVE YOU　04:12
2. YOU　9:02
3. 夏の終り (弾き語り)　01:46
4. 二人だけ (弾き語り)　03:35
5. 雨に打たれて　04:44
6. ディスコティック　04:37
7. PURE GOLD　05:05
8. 止まらないHa～Ha (ENCORE)　06:36
9. 永遠のひとかけら (ENCORE)　06:39
10. 恋の列車はリバプール発 (ENCORE 2)　05:16